# Cenél Conaill
Los Cenél Conaill, o "parentela de Conall", son una rama de los Uí Néill del norte, que afirman descender de Conall Gulban, hijo de Niall de los Nueve Rehenes, y presuntamente el primer noble irlandés en convertirse al cristianismo. Su reino era conocido como Tír Conaill, con su centro en Mag Ithe en el valle de Finn. Posteriormente, se expandieron hasta ocupar los actuales condados de Donegal y Fermanagh. Los Cenél Conaill chocaron regularmente con sus parientes Cenél nEogain, capturando finalmente su capital de Ailech en la península de Inishowen –en el condado de Donegal– en el siglo XII.
Se detallas a continuación sus clanes y ramas principales.     Ramas de origen irlandés     Ramas de origen escocés

## Cenél Luighdech (también Sil Lugdach)
Los Cenél Luighdech (generalmente conocidos como Sil Lugdach) descienden de Lugaid mac Sétnai, biznieto de Conall Gulban. Su territorio tribal abarcaba desde Dobhar (Gweedore) al río Suilidhe (Swilly) en Donegal. Los O'Donnell y O'Doherty que descienden de esta rama, fueron las principales familias de los Cenél Conaill. El descendiente más famoso de los Cenél Conaill es San Columba, que fundó el monasterio en Derry, y del que se dice fue nieto de Conall Gulban.
| Sept (Formas comunes)                                              | | |
| ------------------------------------------------------------------ | --- | --- |
| Ó Domhnaill(O'Donnell, Donnell)                                    | Significado: Gobernador del mundo Progenitor: Domhnall                                                      | Territorio: Kilmacrenan Donegal Extra: En el siglo XIII llegaron a ser reyes de Cenél Conaill. El Clann Dálaigh es una rama de la familia Ó Domhnaill                                                             |
| Ó Dochartaigh(O'Doherty, Doherty, Dougherty)                       | Significado: Doloroso Progenitor: Dochartach                                                                | Territorio: Raphoe, Donegal Extra: Dochartach era el 12.º en la línea de Conall Gulben. Los Ó Dochartaigh gobernarían Inishowen entre los siglos XIII a XVII                                                      |
| Mac Daibhéid(McDaid, McDevitt, McDavitt, Devitt, Davitt, McKevitt) | Significado: Descendientes de David O'Doherty Progenitor: David                                             | Territorio: Glenfinn, Co. Donegal; en el siglo XV, también Inishowen Extra: Los líderes McDevitt sirvieron como consejeros y embajadores para los O'Doherty de Elagh Castle, Elagh More Townland, Co. Londonderry |
| Ó hAmhsaigh(O'Hampsey, O'Hampson, Hampson, Hempson)                | Significado: descendiente de Amhsach, una palabra que significa a la vez ‘soldado mercenario' o ‘mensajero' | Territorio: Magilligan, noreste del Condado de Londonderry |
| Mac Giolla Bhríghde(MacBride, Gilbride, MacIlvreed, MacGilbride)   | Significado: Devotos de (Santa) Brígida Progenitor: Giolla Bríde Ó Dochartaigh                              | Territorio: Parroquia de Raymunterdoney |
| Mac Meanman(MacMenamin)                                            | Significado: Valor/espíritu Progenitor: Meanma                                                              | Territorio: Donegal |

## Clann Chindfaoladh
El Clann Chindfaoladh es una rama de los Cenél Luighdech y toman su nombre de Cindfhealadh, el bisabuelo de Baighill, epónimo de la principal rama de estos clanes, los Ó Baoighill (O'Boyle). Los Ó Baoighill era jefes de Tír Ainmireach y Tír Boghaine en el sur de Donegal, con territorio originalmente extendido desde la ciudad de Donegal hasta cerca de Kilmacreannan a lo largo de la costa del oeste. Se dice que la baronía de Boylagh toma su nombre del O'Boyle. En el siglo XIII, los O'Donnell dividirían el territorio en dos O'Boyle; Tír Ainmireach en el sur y los Tres Tuatha en el norte.
| Sept (Formas comunes)                      |                                                         |                                                                               |
| ------------------------------------------ | ------------------------------------------------------- | ----------------------------------------------------------------------------- |
| Ó Baoighill (O'Boyle, Boyle, Boal, Bohill) | Significado: promesa Progenitor: Baighill mac Bradagain | Territorio: Ballyweel (ciudad de los O'Boyle), Tír mBoghuine y Tír Ainmireach |

## Clann Dálaigh
El Clann Dálaigh (también Síl Dálaigh), o Clan Daly, es otro nombre para la rama Ó Domhnaill de Cenél Luighdech. Este clan toma su nombre de Dálach, el padre de Éicnechán, un jefe del Cenél Luighdech.
| Sept (Formas comunes)                       |                                 |                                                                                          |
| ------------------------------------------- | ------------------------------- | ---------------------------------------------------------------------------------------- |
| Mac Eachmharcaigh (MacCafferty, MacCaffrey) | Significado: Jinete Progenitor: | Territorio: Donegal Extra: Eachmarach era un nombre personal popular entre los O'Donnell |

## Cenél Aedha
Los Cenél Aedha, o "parentela de Hugh", desciende de Aedha mac Ainmirech, tataranieto de Conall Gulban. Su padre, Ainmirech mac Sétnai era hermano de Lugaid  mac Sétnai, fundador de Cenél Luighdech. Los Cenél Aedha otorgan su nombre a la baronía de Tirhugh (Tír Aedha) en Donegal.
| Sept (Formas comunes)                   |                                                      | |
| --------------------------------------- | ---------------------------------------------------- | --- |
| Ó Gallchobhair (O'Gallagher, Gallagher) | Significado: Ayuda Extranjera Progenitor: Gallchobar | Territorio: Ballybeit y Ballyneglack Extra: Sirvieron como líderes de la caballería O'Donnell . Gallchobar descendia de Conall Gulban, permitiendo a los Gallagher reclamar ser la rama más real del Cenél Conaill |
| Ó Canannain (Cañón, Canning, Kenny)     | Significado: Progenitor: Canann                      | Territorio: Letterkenny Extra: Letterkenny deriva su nombres del Ó Canannain |
| Ó Maeldoraidh (O Muldorey)              | Significado: Progenitor:                             | Territorio: Tirhugh Extra: |

## Cenél mBógaine
Los Cenél mBógaine, o "parentela de Binny", descienden de Énna Bóguine, hijo de Conall Gulban. El territorio del Cenél mBógaine es declarado como Tír Boghaine, que O'Donovan equipara a la baronía de Banagh, y parte de la baronía de Boylagh en Donegal. San Crona (Croine Bheag) desciende de los Cenél mBógaine, siendo el 5.º en la línea de Énna Bóguine.

## Cenél Duach
Los Cenél Duach, o "parentela de Duach", recibe su nombre de Tigernach Duí (Duach), hijo de Conall Gulban. El hijo de Tigernach, Nainnid es mencionado en la batalla de Móin Daire Lothair (actual Moneymore, Condado Londonderry) donde los Uí Néill derrotaron a los Cruithin. Baedan, nieto de Tigernach a través de Nainnid gobernaría como rey de Tara un año en AD 568.

## Cenél Eanna/Enda
Los Cenél Eanna/Enda, o "parentela de Enda", desciende de Eanna, el sexto hijo de Conall Gulban. Son listados como reyes de Magh Ith, Tír Eanna, y Fanad en Donegal, un territorio alrededor del extremo sur de Inishowen.
| Sept (Formas comunes)              |                                                     | |
| ---------------------------------- | --------------------------------------------------- | --- |
| Ó Lapáin (O'Lappin, Lappin, Delap) | Significado: Posiblemente zarpa Progenitor:         | Territorio: Tirconnell, Donegal y posteriormente Armagh Extra: Uno de los apellidos hereditarios más viejos en Irlanda y por tanto en el mundo |
| Ó hEicnechan                       | Significado: Aproximadamente O'Heneghan Progenitor: | Territorio: Tirconnell Extra: Citado en los anales como jefes de Cenél nEnda                                                                   |

## Ó Breasláin
Los Ó Breasláin de Fánad (Fanat) descienden de la rama de Cenél Enda de los Cenél Conaill a través de Fergus Fanad.
| Sept (Formas comunes)                                  |                                             | |
| ------------------------------------------------------ | ------------------------------------------- | --- |
| Ó Breasláin (O'Breslin, Breslin, Brice, Bryce, Bryson) | Significado: Violento + pequeño Progenitor: | Territorio: Inniskeel, península Fanad, más tarde Derryvullan, Fermanagh Extra: Expulsados de Fanad por los MacSweeneys en 1261 emigraron a Fermanagh donde se convirtieron en brehones de los Maguire |

## Ramas relacionadas
| Sept (Formas comunes)                           | | |
| ----------------------------------------------- | --- | --- |
| Mac Ailín (Allen, McAllen, McCallion, Campbell) | Significado: Bien hijo de Alan o hijo de Ailín (un nombre diferente que significa roca) Progenitor: Ailín | Territorio: Extra: Los primeros Allens en dejar marca en el Ulster fueron el Clan Campbell Mac Ailíns que fueron llevados como gallowglasses a Tirconnell por los O'Donnell en el siglo XV. A comienzos de los años 1600, los McCallions sirvieron a los O'Doherty y estaban basados en Gleneely, Inishowen; en sus cercanías fue encontrada la famosa lápida de Clonca, con una inscripción en gaélico escocés afirmando que 'Fergus MacAllen hizo esta piedra', confirmando la presencia de los McCallion en el noreste de Inishowen. |